# Heterogagrella biseriata
Heterogagrella biseriata is een hooiwagen uit de familie Sclerosomatidae.